# Deyovaisio Zeefuik
Deyovaisio Zeefuik (Amsterdam, 11 maart 1998) is een Nederlands betaald voetballer die doorgaans speelt als verdediger. Hij verruilde FC Groningen in augustus 2020 voor Hertha BSC dat hem momenteel verhuurt aan Hellas Verona Zijn oudere broer Género Zeefuik was eveneens profvoetballer, evenals zijn jongere broer Lequincio Zeefuik.

## Clubcarrière

### Ajax
In 2006 maakte Zeefuik de overstap van D.W.V. naar de jeugdopleiding van AFC Ajax. Als A-junior mocht Zeefuik in maart 2016 voor het eerst meetrainen met de A-selectie. Drie maanden hierna tekende hij zijn eerste contract bij Ajax voor drie seizoenen.
Met ingang van het seizoen 2016/17 mocht hij aansluiten bij de selectie van Jong Ajax. Op 8 augustus 2016 maakte Zeefuik zijn professionele debuut bij Jong Ajax in de Eerste divisie. Op die dag speelde Jong Ajax een thuiswedstrijd tegen FC Emmen, die in een 1-1 gelijkspel eindigde. Zeefuik speelde de volledige wedstrijd als rechtsachter.
Op 16 april 2017 (Eerste Paasdag) maakte hij zijn debuut voor het eerste van Ajax. Hij mocht invallen voor Nick Viergever in de 69e minuut thuis tegen SC Heerenveen (5-1).

### FC Groningen
Ajax verhuurde Zeefuik in januari 2018 voor een halfjaar aan FC Groningen, waar hij snel uitgroeide tot basisspeler. In de zomer verliet hij Ajax definitief voor FC Groningen, waar hij een driejarig contract ondertekende. In Groningen groeide hij als moderne vleugelverdediger uit tot publiekslieveling.

### Hertha BSC
In augustus 2020 nam Hertha BSC Zeefuik voor vier miljoen euro over van FC Groningen, waar Zeefuik een meerjarig contract tekende.

### Hellas Verona
Op 6 januari werd bekend dat Zeefuik zijn loopbaan op huurbasis zal gaan vervolgen in de Italiaanse Serie A. Zeefuik komt momenteel uit voor Hellas Verona dat de Nederlander huurt van Hertha BSC.

## Clubstatistieken
Beloften
| Seizoen         | Club            | Competitie      | Competitie | Competitie |
| Seizoen         | Club            | Competitie      | Wed.       | Dlp.       |
| --------------- | --------------- | --------------- | ---------- | ---------- |
| 2016/17         | Jong Ajax       | Eerste divisie  | 27         | 1          |
| 2017/18         | Jong Ajax       | Eerste divisie  | 7          | 0          |
| Beloften totaal | Beloften totaal | Beloften totaal | 34         | 1          |

Senioren
| Seizoen         | Club               | Competitie      | Competitie | Competitie | Beker | Beker | Overig | Overig | Totaal | Totaal |
| Seizoen         | Club               | Competitie      | Wed.       | Dlp.       | Wed.  | Dlp.  | Wed.   | Dlp.   | Wed.   | Dlp.   |
| --------------- | ------------------ | --------------- | ---------- | ---------- | ----- | ----- | ------ | ------ | ------ | ------ |
| 2016/17         | Ajax               | Eredivisie      | 1          | 0          | 0     | 0     | –      | –      | 1      | 0      |
| 2017/18         | Ajax               | Eredivisie      | 5          | 0          | 2     | 0     | 1      | 0      | 8      | 0      |
| 2017/18         | → FC Groningen     | Eredivisie      | 13         | 0          | 0     | 0     | –      | –      | 13     | 0      |
| 2018/19         | FC Groningen       | Eredivisie      | 30         | 1          | 0     | 0     | 2      | 0      | 32     | 1      |
| 2019/20         | FC Groningen       | Eredivisie      | 26         | 0          | 2     | 0     | –      | –      | 28     | 0      |
| 2020/21         | Hertha BSC         | Bundesliga      | 22         | 1          | 0     | 0     | –      | –      | 22     | 1      |
| 2021/22         | Hertha BSC         | Bundesliga      | 11         | 0          | 1     | 0     | –      | –      | 12     | 0      |
| 2021/22         | → Blackburn Rovers | Championship    | 6          | 0          | 0     | 0     | –      | –      | 6      | 0      |
| 2022/23         | → Hellas Verona    | Serie A         | 1          | 0          | 0     | 0     | –      | –      | 1      | 0      |
| 2022/23         | Hertha BSC         | Bundesliga      | 0          | 0          | 1     | 0     | –      | –      | 1      | 0      |
| 2023/24         | Hertha BSC         | 2. Bundesliga   | 18         | 0          | 3     | 0     | –      | –      | 21     | 0      |
| 2024/25         | Hertha BSC         | 2. Bundesliga   | 1          | 0          | 1     | 0     | –      | –      | 2      | 0      |
| Senioren totaal | Senioren totaal    | Senioren totaal | 134        | 2          | 10    | 0     | 3      | 0      | 147    | 2      |
| Carrièretotaal  | Carrièretotaal     | Carrièretotaal  | 168        | 2          | 10    | 0     | 3      | 0      | 181    | 2      |

Bijgewerkt op 23 augustus 2024.